# Ryan Wigglesworth
Ryan Wigglesworth   (Yorkshire, 1979) és un compositor, director d'orquestra i pianista britànic.

## Biografia
Wigglesworth va llegir música a la Universitat d'Oxford, on va ocupar el càrrec d'Orgue Scholar al New College, i va continuar els seus estudis musicals a la Guildhall School of Music and Drama. Del 2007 al 2009, va ser professor a la Universitat de Cambridge i membre del Corpus Christi College. Del 2013 al 2015, va ser becari de composició amb The Cleveland Orchestra.
Wigglesworth va ser director convidat principal de The Hallé del 2015 al 2018. Ell i la seva dona, la soprano Sophie Bevan, van fundar "The Davey Consort" el 2017. Wigglesworth va fundar la "Knussen Chamber Orchestra" el 2019.
Wigglesworth va exercir com a compositor resident a l'Òpera Nacional anglesa (ENO). Per a ENO, va compondre la seva òpera The Winter's Tale, basada en l'obra homònima de Shakespeare. L'òpera es va estrenar el 27 de febrer de 2017. El 2018, va ser compositor en residència del Grafenegg Festival a la Baixa Àustria. Ha aparegut com a solista del seu propi Concert per a piano (2019). El 2019, es va convertir en alumne del professor Sir Richard Rodney Bennett a la Royal Academy of Music. Diversos enregistraments comercials de la música de Wigglesworth estan disponibles en segells com NMC. Wigglesworth ha fet altres enregistraments comercials per a altres segells.
El febrer de 2022, l'Orquestra Simfònica Escocesa de la BBC va anunciar el nomenament de Wiggleworth com a proper director en cap, a partir de setembre de 2022. Aquest nomenament marca la primera direcció en cap de Wigglesworth.
Wigglesworth i Bevan tenen dos fills.

## Composicions seleccionades
- Sternenfall (2007)
- The Genesis of Secrecy (2009)
- Augenlieder (2009)
- A First Book of Inventions (2010)
- Violin Concerto (2012)[11]
- Locke's Theatre (2013)
- A Wreath (text by George Herbert; 2014)
- Études-Tableaux (2015)
- The Winter's Tale (opera, 2015-2016)
- Clocks from a Winter's Tale (2017)
- Till Dawning (texts by George Herbert; 2018)